# Strana zelených (Tschechien)
Strana zelených (SZ), deutsch Partei der Grünen, ist eine grüne politische Partei in Tschechien. Sie wurde am 3. Februar 1990 registriert. Im Senat ist sie mit Eliška Wagnerová vertreten, im Abgeordnetenhaus verlor sie bei der Wahl 2010 alle ihre Sitze. Die Partei benutzt häufig die Kurzform Zelení (Grüne)  als Eigenname.

## Entwicklung

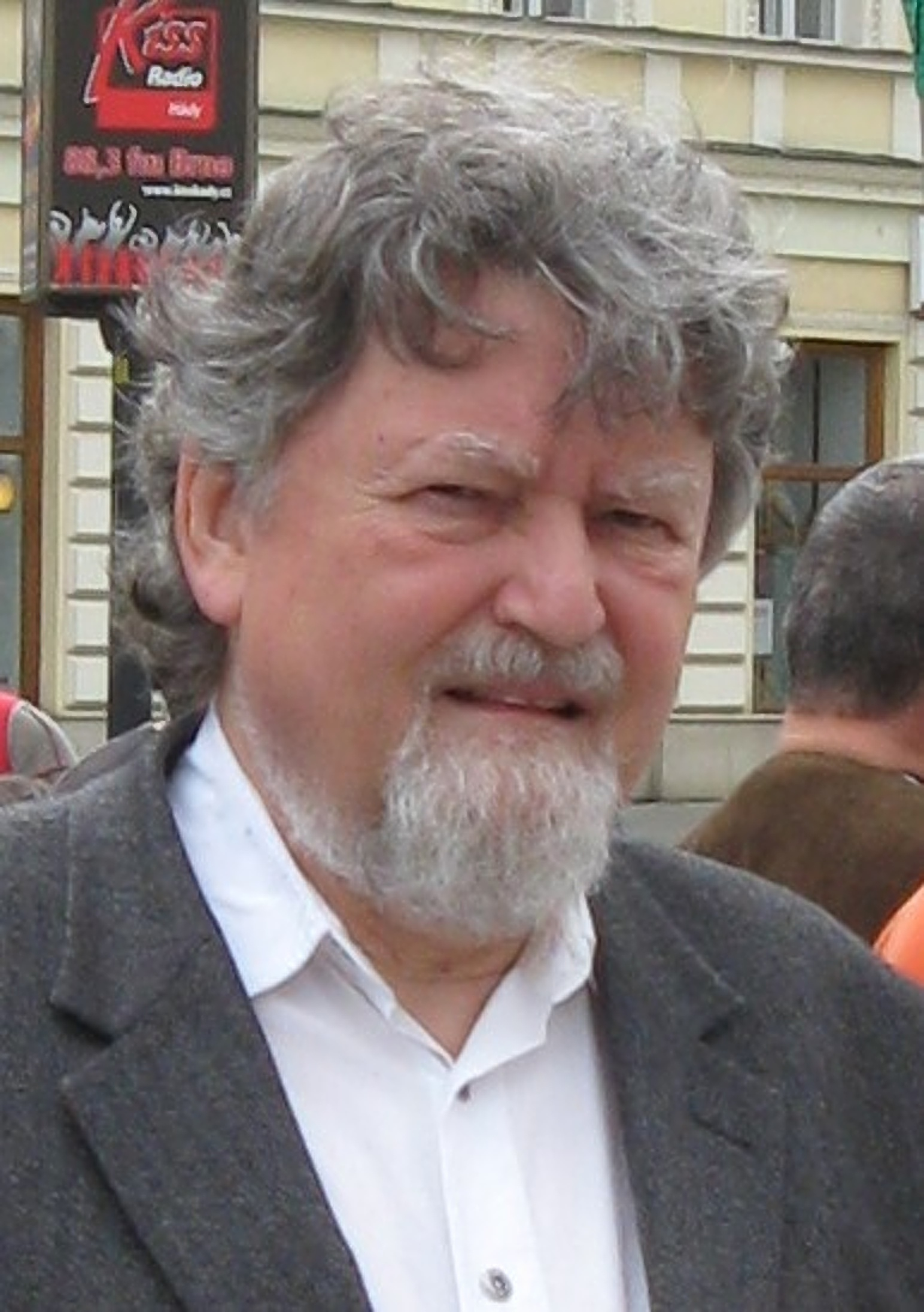
Milan Horáček, einer der Aktivisten der Partei, kandidierte bei der Europawahl 2009

Die Partei der Grünen, eine von insgesamt drei grünen Parteien in der Tschechischen Republik, entstand unmittelbar nach der samtenen Revolution von 1989, offiziell gegründet (und als Partei registriert) wurde sie 1990. Die Bedeutung der Partei wuchs vor allem erst nach 2002, bei den Europawahlen von 2004 erhielt sie 3,16 % der Stimmen und im gleichen Jahr erhielt sie einen Sitz bei den Wahlen zum Senat.
Nach einigen Flügelkämpfen kam es 2005 zur ersten Spaltung, als kleine Teile der Partei unter der Führung von Jakub Patočka die Partei der Grünen verließen und die neue Partei Zelení (die Grünen) gründeten.
Ebenfalls aus Unzufriedenheit mit der Politik der Partei der Grünen kam es 2009 zu einer weiteren Abspaltung, als im März eine kleine Partei Demokratická strana zelených (Demokratische Partei der Grünen) entstand.
Bei der Wahl für das Abgeordnetenhaus am 28./29. Mai 2010 scheiterte die Partei mit 2,4 % an der 5 %-Hürde, ebenso trotz leichter Gewinne bei der vorgezogenen Neuwahl 2013 mit 3,1 %.
Auf dem Parteitag im Januar 2020 in Ústí nad Labem  wurde eine neue Parteileitung gewählt, bestehend aus:
- Parteivorsitzende: Magdalena Davis und Michal Berg
- stellvertretende Parteivorsitzende: Anna Gümplová und Zdeňka Perglová
- weitere ordentliche Vorstandsmitglieder: Petr Globočník, Petr Kučera und Jiří Kulich

## Wahlergebnisse

### Parlamentswahlen 2006
Bei den Wahlen zum Abgeordnetenhaus 2006 erhielt die Partei 6,3 % der Stimmen und 6 Sitze in Prag (Martin Bursík und Kateřina Jacques), Region Südmähren (Ondřej Liška), Mährisch-schlesische Region (Věra Jakubková), Region Ústí (Přemysl Rabas) und Region Mittelböhmen (Olga Zubová).
Als schwächere Partei konnte sie sich bei der Wahl zum Abgeordnetenhaus 2006 nur in den fünf bevölkerungsreichsten Wahlkreisen (Regionen) durchsetzen, in denen eine größere Anzahl der Abgeordnetenmandate vergeben wird und so die faktische Sperrklausel niedriger liegt als in den kleineren Regionen. Obwohl die Partei so z. B. in der Region Liberec, geführt vom populären Bürgermeister von Jindřichovice pod Smrkem Petr Pávek, ein Bestergebnis unter den Regionen von 9,58 % erzielte, genügte dies nicht, um einen der acht verteilten Sitze zu bekommen.
Die Partei trat im Januar 2007 in die Regierung von Ministerpräsident Topolánek ein. Mit ODS und KDU-ČSL zusammen konnte sich die Regierung aber nur auf 100 von 200 Sitzen stützen. Sie war daher auf die Unterstützung von Überläufer der ČSSD angewiesen. Mit Martin Bursík stellte die Partei in der Regierung den Umweltminister und mit Ondřej Liška den Kultusminister. Zudem wurde Karel Schwarzenberg auf Vorschlag der SZ Außenminister.

### Präsidentenwahl 2008
Bei den durch das Parlament vorzunehmenden Präsidentenwahlen 2008 unterstützte die tschechische Partei der Grünen nicht den Kandidaten ihres Koalitionspartners ODS, Amtsinhaber Václav Klaus. Zusammen mit der ČSSD stellte sie als Kandidat den parteilosen Wirtschaftswissenschaftler Jan Švejnar auf. Durch die Stimmenenthaltung der Kommunisten konnte sich aber Václav Klaus erneut durchsetzen.

### Wahlen 2008
Bei den Wahlen zu den Parlamenten der Regionen (kraje), sowie zur Teilwahl des Senats im Oktober 2008 erhielt die Partei wie auch die beiden anderen Regierungsparteien schlechte Werte. Lediglich in der Region Liberec kam sie mit 4,94 % nahe an die 5 %-Hürde heran. In der Region Zlín erzielte sie lediglich 2,07 %. Bei den Senatswahlen gelang es lediglich zwei Kandidaten in Prager Wahlbezirken mit 15,4 % bzw. 18,5 %, größere Stimmanteile auf sich zu vereinigen. Hier wurde der Einzug in die Stichwahl lediglich um 2,4 % bzw. 3,8 % verpasst. Außerhalb Prags erreichten die Direktkandidaten jedoch zumeist weniger als 5 % der Stimmen.

### Auseinanderbrechen der Parlamentsfraktion
Im November 2008 erklärten Olga Zubová und Věra Jakubková nach einem lange schwelenden Streit ihren Austritt aus der Partei. Sie erklärten, den Kurs der Partei hinsichtlich der Zustimmung zur Stationierung der Radaranlage für das US-Raketenabwehrsystem auf tschechischem Boden nicht mittragen zu können. Die Regierung von Ministerpräsident Topolánek, verlor dadurch die Mehrheit im Parlament und wurde – mit den Stimmen von Zubová und Jakubová – im März 2009 mit einem von der ČSSD eingebrachten Misstrauensvotum gestürzt. Dem danach folgenden Kabinett von Jan Fischer gehörten zunächst keine Mitglieder der Partei an. Am 8. Mai 2009 wurde dann die komplette Kabinettsliste bekanntgegeben und kurz danach das Kabinett vereidigt, dem Ladislav Miko (Umwelt) und Michael Kocáb (Menschenrechte) für die SZ angehörten. Auf Miko folgte Dr. Jan Dusík, ebenfalls für die SZ nach.
Nach dem deutlichen Verfehlen der 5 %-Klausel bei der Europawahl im Juni 2009 legte Parteivorsitzender Bursík seine Ämter nieder und wurde kommissarisch durch Ondřej Liška ersetzt.

### Wahlergebnisse
- 1990 Tschechisches Nationalparlament: 4,1 % – 0 Sitze
- 1992 Tschechisches Nationalparlament: Als Teil der Liberal-Sozialen Union (tschechisch Liberálně sociální unie) 6,5 %
- 1996 Senat: 0 Sitze
- 1998 Abgeordnetenhaus: 1,1 % – 0 Sitze
- 1998 Senat: 0 Sitze
- 2000 Senat: 0 Sitze
- 2000 Regionalparlamente: 0 Sitze
- 2002 Abgeordnetenhaus: 2,4 % – 0 Sitze
- 2002 Senat: 0 Sitze
- 2004 Senat: 1 Sitz (Jaromír Štětina)
- 2004 Regionalparlamente: 0 Sitze
- 2004 Europäisches Parlament: 3,2 % – 0 Sitze
- 2006 Abgeordnetenhaus: 6,3 % – 6 Sitze
- 2008 Senat: 0 Sitze
- 2008 Regionalparlamente: 0 Sitze
- 2009 Europäisches Parlament: 2,0 % – 0 Sitze
- 2010 Abgeordnetenhaus: 2,4 % – 0 Sitze
- 2010 Senat: 0 Sitze
- 2012 Senat: 1 Sitz (Eliška Wagnerová) und 1 Sitz gemeinsam mit der Piratenpartei und der Christlichen und Demokratischen Union (Libor Michálek)
- 2013 Abgeordnetenhaus: 3,2 % – 0 Sitze
- 2014 Europäisches Parlament: 3,8 % – 0 Sitze
- 2017 Abgeordnetenhaus: 1,46 % – 0 Sitze
- 2021 Abgeordnetenhaus: 0,99 % – 0 Sitze

## Vorsitzende der Partei
- 1990–1991: Milan Ječmínek
- 1991–1992: Aleš Mucha
- Oktober 1992 – Oktober 1995: Jaroslav Vlček
- Oktober 1995 – März 1999: Emil Zeman
- März 1999 – März 2002: Jiří Čejka
- März 2002 – April 2003: Miroslav Rokos
- April 2003 – September 2005: Jan Beránek
- September 2005 – Juni 2009: Martin Bursík
- Juni 2009 – Juli 2014: Ondřej Liška
- Januar 2015 – Januar 2016: Jana Drápalová
- Januar 2016 – Oktober 2017: Matěj Stropnický
- Januar 2018 – Januar 2020: Petr Štěpánek
- Seit Januar 2020: Michal Berg und Magdalena Davis

## Grüne Parteien in  Tschechien
- Zelení (2017 aufgelöst)
- Strana zelených
- Demokratická strana zelených